# Io Sakisaka
咲坂 伊緒
Œuvres principales
- Strobe Edge (2007-2010)
- Blue Spring Ride (2011-2015)
- Love, Be Loved, Leave, Be Left (2015-2019)
- Sakura, Sakura. (2021-)

Io Sakisaka (咲坂伊緒, Sakisaka Io) est une autrice, character designer (concepteur de personnages) et mangaka japonaise née à Tokyo le 8 juin 1975,. Son œuvre comporte principalement des shōjos.

## Biographie
Après être sortie diplômé du lycée, Io Sakisaka a été étudiante. Elle a aussi travaillé à temps partiel jusqu'à la prépublication de Strobe Edge, en plus de dessiner.   
Elle fait ses débuts professionnels en 1999 et travaille depuis avec l'éditeur Shūeisha en prépubliant plusieurs de ses mangas dans le magazine Bessatsu Margaret. Elle a publié plusieurs courtes séries avant d'attirer l'attention de manière plus notable avec Blue, en 2006. Elle obtient ensuite plus de succès en 2007 avec Strobe Edge, une série de 10 tomes, qui en 2010 a été adapté en deux CD drama, puis en 2015 en film live. La même année, la série cumule plus de 5,8 millions de copies vendues. 
En 2009, Io Sakisaka fait partie de l'hommage pour les 30 ans de carrière de Koi Ikeno dans le magazine Cookie.  
Ensuite, la série Blue Spring Ride est publiée de 2011 à 2015 avec 13 tomes, et est adaptée en anime en 2013 par le studio Production I.G, en cd-drama et en film live en 2014. Les tomes se retrouvent dans les classements des meilleures ventes mangas, comme en 2015 où le tome 12 de Blue Spring Ride s'est écoulé à plus de 800 000 exemplaires. Le tirage cumulé de la série des tomes 1 à 12 dépasse les 9,8 millions de copies. 
Elle a également réalisé le character design du film d'animation Hal de Wit Studio en 2013. 
Elle a été invitée au 21e salon du manga de Barcelone du 29 octobre au 1er novembre 2015. 
Io Sakisaka a ensuite travaillé sur un nouveau manga, Love, Be Loved, Leave, Be Left (思い、思われ、ふり、ふられ, Omoi, omoware, furi, furare), dont le premier chapitre est prépublié dans le Betsuma du 13 juin 2015. Fin 2015, le tome 1 s'est écoulé à plus de 300 000 exemplaires. La chanteuse Sonoko Inoue (en) a fait six collaborations pour la sortie de différents tomes de la série. En 2018, l'auteure remporte le 63e prix Shōgakukan dans la catégorie shōjo avec celle-ci. En 2019, la série se termine avec 12 tomes. Puis en 2020, la série dépasse les 5,5 millions d'exemplaires vendus, et est adaptée en film d'animation et en film live,,.  
En 2017, l'auteure participe à l'hommage pour les 20 ans de carrière de Takako Shimura et pour la fin de Sawako, puis en 2019, pour les 40 ans de carrière de Ryo Ikuemi avec d'autres mangakas,,.
En 2020, un oneshot intitulé Otome no Itari sort dans le Bessatsu Margaret. En 2021, elle commence un nouveau manga intitulé Sakura, Saku. En 2022, deux vidéos promotionnelles de Sakura, Saku. sortent pour la sortie du tome 4 et 5, avec miwa qui interprète le titre Bloom et the shes gone (ja) le titre Hidamari,. En avril 2023, lors de la sortie du volume 7, la série comptabilise 1,1 million d'exemplaires vendus en version numérique et papier.
En 2021, l'auteure a été conférencière pour la Shueisha Shojo Manga School, qui se déroulait par visioconférence.
Ses mangas sont prébubliés dans différents magazines Bessatsu Margaret, Delux Margaret, BetsuMa Special. En France, ses mangas sont publiés chez Kana depuis juillet 2011 avec la sortie de Strobe Edge. En 2016, elle remporte le prix du public du Japan Expo Award dans la catégorie shôjo pour Blue Spring Ride.
Io Sakisaka a fait quelques apparitions publiques lors de séances de dédicaces en juillet 2010 à Machida, à Tokyo pour la sortie du tome 9 de Strobe Edge, ainsi qu'en octobre 2014 pour les 50 ans du magazine Margaret à Tokyo,. Elle fait aussi quelques interviews pour les médias japonais, comme en juillet 2014, mars, juin et octobre 2015, puis en octobre 2017 pour Comic Natalie.
Depuis septembre 2010, elle possède un compte Twitter où des informations sur sa vie et ses séries sont postées. Elle a également un compte Instagram depuis avril 2014,.
L'auteure a une grande sœur. En primaire, elle lisait Igano Kabamaru (1979) de Yū Azuki, au collège Hot Road (1986) de Taku Tsumugi, One-ai ni naritai (1987) de Masayo Miyagawa, Pops (1988) et Kare no Te mo Koe mo (1989) de Ryo Ikuemi. Elle a aussi aimé Honey Bunny! (2000) de Ryo Ikuemi, Sensei! (1996) de Kazune Kawahara, le oneshot Ware Ware wa (1999) de Junko Kawakami et les mangas de l'auteure Sono Kisaragi,.
Elle a eu pour assistante Shiki Kawabata, la mangaka de Rouge Eclipse (ja). Et elle apprécie le groupe sud-coréen Shinee.

## Œuvres

### Mangas
- 1999 : Sakura, chill (サクラ、チル, Sakura, chiru?), chapitre oneshot, prébublié dans le numéro de novembre 1999 du Deluxe Margaret, débuts, Shueisha, non publié
- 2001 : Call My Name, recueil de nouvelles avec Call My Name (2000), Shōmei no Yume wo Miteru (2001), Pink ni Naritai. (2000), "Suki" Nante Iwanai (2000), Ai no Aru Fūkei (2000), Delux Margaret/Bessatsu Margaret, Shueisha, 01 tome
- 2002 : Bye Bye, Little. (バイバイ、リトル。, Bai bai ritoru?), recueil de nouvelles avec Bye-Bye, Little. (2001), Koi to Baka to Watashi (2001), Watashi no Mune wa Chirichiri to (2001), Too Young (2001), Delux Margaret/Bessatsu Margaret, Shueisha, 01 tome
- 2002-2003 : Watashi no Koibito (私の恋人?), Bessatsu Margaret, Shueisha, 2 tomes, le tome 2 contenant 2 oneshots Ni-banme ni Saku Hana et Kataomoi
- 2004 : Kimi Bakkari no Sekai (君ばっかりの世界?), recueil de nouvelles avec Kimi Bakkari no Sekai (2004), Pika Pika Orange (2004), Onnanoko. Otokonoko. (2003), Otokonoko. Onnanoko. (2003), Delux Margaret/Bessatsu Margaret, Shueisha, 01 tome
- 2004 : Oboreru Shonen (溺れる少年?), chapitre oneshot, Bessatsu Margaret, Shueisha, non publié
- 2005 : Gate of Planet, recueil de nouvelles avec Gate of Planet (2004), Koi Shizuku (2005), Ashita Miru Yume (2005), Next World (2005), Delux Margaret/Bessatsu Margaret, Shueisha, 01 tome
- 2006 : Blue, Bessatsu Margaret, Shueisha, 01 tome
- 2007 : Mascara Blues (マスカラブルース, Masukara burusu?), recueil de nouvelles avec Mascara Blues (2005), Romance no Rinkaku (2007), Watashi ga Watashi de Aru Tame ni : Nagai Yume (2006), Deluxe Margaret, Shueisha, 01 tome
- 2007-2010 : Strobe Edge (ストロボ・エッジ, Sutorobo Ejji?), Bessatsu Margaret, Shueisha (en français aux éditions Kana, 10 tomes)
- 2011-2015 : Blue Spring Ride (アオハライド, Ao Haru Raido?), Bessatsu Margaret, Shueisha (en français aux éditions Kana, 13 tomes)
- 2013 : Ore Ride!! (俺ライド!!?), collaboration avec Kazune Kawahara (en) et Aruko (en), Bessatsu Margaret supplément pour le 50e anniversaire du magazine, volume 2, Shueisha
- 2013 : Sono Omokage o Shitteru (その面影を知ってる?), chapitre oneshot, prépublié dans le numéro de juillet 2013 du Bessatsu Margaret, publié dans le tome 8 de Blue Spring Ride[40]
- 2014 : Renai Joshi Tanpenshuu (恋愛女子短編集?) (Remake de Kimi Bakkari no Sekai 2004) (en français aux éditions Kana)
- 2015-2019 : Love, Be Loved, Leave, Be Left (思い、思われ、ふり、ふられ, Omoi, omoware, furi, furare?), Bessatsu Margaret, Shueisha (en français aux éditions Kana, 12 tomes)

- 2020 : Otome no Itari (乙女のいたり?), chapitre oneshot, prépublié dans le numéro de juin 2020 du Bessatsu Magaret, publié dans le tome 5 de Sakura, Saku.
- 2021- : Sakura, Saku. (サクラ、サク。?), Bessatsu Margaret, Shueisha (en français aux éditions Kana)

### Light novels
- 2010 : Strobe Edge (ストロボ・エッジ?), avec Abe Akiko (ja) au scénario et Io Sakisaka comme illustratrice[41]
- 2011 : Blue Spring Ride (アオハライド?), avec Abe Akiko au scénario et Io Sakisaka comme illustratrice

### Artbooks
- 2015 : Io Sakisaka Illustrations - Ao Haru Ride and Strobe Edge (咲坂伊緒イラストレーションズ アオハライド&ストロボ・エッジ, Sakisaka Io Irasutorēshonzu - Ao Haru Ride and Strobe Edge?)
- 2020 : Omoi, Omoware, Furi, Furare - FuriFura Film & Illustrations (思い、思われ、ふり、ふられ フィルム&イラストレーションズ?)

### Autres
- 2015, 2017, 2019, 2021 : illustrations pour des calendriers (Strobe Edge et Blue Spring Ride / Love, Be Loved, Leave, Be Left (x2) / Sakura, Saku.)
- 2016 : illustration de la couverture pour Apprendre l'histoire du Japon en manga nouvelle édition - Un monde turbulent et le Japon (学習まんが 日本の歴史 20 激動する世界と日本, Gakushū manga Nihon no rekishi 20 gekidō suru sekai to Nihon?), avec Jun Tanaka, Yoshiro Nabeda et Nagao Yasuda (superviseur)[42],[43]
- 2017 : illustration pour le numéro spécial de novembre du magazine Eureka (Seidosha (ja))[20]
- 2018 : illustration pour un jeu, la carte “Temperance” du tarot[44]
- 2019 : Ikuemi Ryo Debut 40 Shuunen Special Anniversary Book SMILE! (いくえみ綾 デビュー40周年スペシャルアニバーサリーブック SMILE!?)
- 2020 : illustration pour le numéro de novembre du magazine SPUR, collaboration avec Dries Van Noten[45]
- 2020/2021 : illustration pour l’exposition Moshimo Tokyo[46]
- 2022 : illustration pour un projet Saint-Valentin Lupin III part.6[47]

## Adaptations

### Anime
- 2013 : Blue Spring Ride (adaptation du manga éponyme diffusée à partir de 2014 au Japon sur la chaîne Tokyo MX, 12 épisodes, studio Production I.G)[48]

### Films live
- 2014 : Blue Spring Ride[49]
- 2015 : Strobe Edge[50]
- 2020 : Love, Be Loved, Leave, Be Left

### Film d'animation
- 2020 : Love, Be Loved, Leave, Be Left (studio A-1 Pictures)

### CD-Drama
- 2010 : Strobe Edge (2)[51]
- 2014 : Blue Spring Ride (1)[52]

## Travail dans l'animation
- 2013 : Hal (ハル, Haru?), character designer[53]

## Récompenses et nominations
- 2012 : Demi-grand prix du 3e Anan Manga Award (Blue Spring Ride)[54]
- 2016 : Prix du public du Japan Expo Award, Daruma du meilleur shôjo (Blue Spring Ride)
- 2017 : Nommée pour le 41e Prix du manga Kōdansha (Love, Be Loved, Leave, Be Left)[55]
- 2018 : Lauréate du 63e Prix Shōgakukan dans la catégorie shōjo (Love, Be Loved, Leave, Be Left)